# Jack Plotnick
Jack Stuart Plotnick (Worthington, 30 ottobre 1968) è un attore, sceneggiatore e regista statunitense.

## Biografia
È l'ultimo di quattro fratelli.
È conosciuto per le sue apparizioni in diverse serie televisive tra cui Jenny McCarthy show. È attivo anche come doppiatore, ha prestato la sua voce al personaggio di Xandir P. Wifflebottom, l'elfo gay della serie animata Drawn Together.
È apertamente omosessuale.

## Filmografia

### Attore

#### Cinema
- Demoni e dei (Gods and Monsters), regia di Bill Condon (1998)
- L'inventore pazzo (Chairman of the board), regia di Alex Zamm (1998)
- Rischio d'impatto (Ground Control), regia di Richard Howard (1998)
- Mystery Men, regia di Kinka Usher (1999)
- Forever Fabulous, regia di Werner Molinsky (1999)
- Who's the Caboose?, regia di Sam Seder (1999)
- Dimmi che non è vero (Say It Isn't So), regia di James B. Rogers (2001)
- Abbasso l'amore (Down with Love), regia di Peyton Reed (2003)
- Girls Will Be Girls, regia di Richard Day (2003)
- Mi presenti i tuoi? (Meet the Fockers), regia di Jay Roach (2004)
- Straight-Jacket, regia di Richard Day (2004)
- Hotdog - Un cane chiamato Desiderio (Sleeping Dogs Lie), regia di Bobcat Goldthwait (2006)
- Cook Off!, regia di Cathryn Michon (2007)
- Reno 911!: Miami, regia di Robert Ben Garant (2007)
- Beverly Hills Chihuahua, regia di Raja Gosnell (2008)
- Remarkable Power, regia di Brandon Beckner (2008)
- Rubber, regia di Quentin Dupieux (2010)
- In the Drink, regia di Richard Sears (2010)
- Peep World,regia di Barry W. Blaustein (2010)
- God Bless America, regia di Bobcat Goldthwait (2011)
- Wrong, regia di Mr. Oizo (2012)
- The Vortex (Big Bad Bugs), regia di Peter Paul Basler (2012)
- Wrong Cops, regia di Mr. Oizo (2013)
- Lonely Boy, regia di Dale Fabrigar (2013)
- RockBarnes: The Emperor in You, regia di Ben McMillan (2013)
- First Period, regia di Charlie Vaughn (2013)
- Paragon School for Girls, regia di Jim Hansen (2013)
- Play Nice, regia di Rodman Flender (2014)
- Suburban Gothic, regia di Richard Bates Jr. (2014)
- You're Killing Me, regia di Jim Hansen (2015)
- Patient Seven, regia di Nicholas Peterson e di Danny Draven (2016)
- American Pets, regia di Robert Logevall (2018)

#### Televisione
- Un papà da prima pagina (Madman of the People) – serie TV, episodio 1x09 (1994)
- Murphy Brown – serie TV, episodio 7x20 (1995)
- Mr. Show with Bob and David – serie TV, episodio 1x04 (1995)
- Ellen – serie TV, 12 episodi (1995-1998)
- Caroline in the City – serie TV, episodio 2x01 (1996)
- Hope & Gloria – serie TV, episodio 2x19 (1996)
- Seinfeld – serie TV, episodio 8x07 (1996)
- The Jenny McCarthy Show – serie TV, 22 episodi (1997)
- The Weird Al Show – serie TV, 2 episodi (1997)
- The Wayans Bros. – serie TV, 2 episodi (1997)
- Buffy l'ammazzavampiri (Buffy the Vampire Slayer) – serie TV, 4 episodi (1998-1999)
- Rude Awakening – serie TV, 9 episodi (1999-2000)
- Action – serie TV, 13 episodi (1999-2000)
- Hey Neighbor, regia di Steve Zuckerman – film TV 2000)
- Dead Last – serie TV, episodio 1x06 (2001)
- N.Y.P.D. – seri e TV, episodio 9x11 (2002)
- Dawson's Creek – serie TV, episodio 5x20 (2002)
- One on One – serie TV, episodio 3x01 (2003)
- Reno 911! – serie TV, 12 episodi (2003-2020)
- 30 Giorni per diventare una star (30 Days Until I'm Famous), regia di Gabriela Tagliavini – film TV (2004)
- Selvaggi (Complete Savages) – serie TV, episodio 1x04 (2004)
- Joan of Arcadia – serie TV, 4 episodi (2004-2005)
- Las Vegas – serie TV, 1 episodio (2006)
- Lovespring International – serie TV, 13 episodi (2006)
- Ugly Betty – serie TV, 1 episodio (2006)
- Shark - Giustizia a tutti i costi (Shark) – serie TV, 1 episodio (2007)
- I maghi di Waverly (Wizards of Waverly Place) – serie TV, episodio 1x03 (2007)
- Nip/Tuck – serie TV, 1 episodio (2007)
- Due uomini e mezzo (Two and a Half Men) – serie TV, episodio 5x18 (2008)
- Head Case – serie TV, 1 episodio (2008)
- The Mentalist – serie TV, 5 episodi (2008-2013)
- Dr. House - Medical Division (House, M.D.) – serie TV, episodio 6x01 (2009)
- Supernatural – serie TV, 1 episodio (2009)
- True Jackson, VP – serie TV, 1 episodio (2009)
- Rise and Fall of Tuck Johnson – serie TV, episodio pilota (2009)
- A tutto ritmo (Shake It Up) – serie TV, 1 episodio (2010)
- Svetlana – serie TV, 3 episodi (2010-2011)
- Family Practice, regia di Ted Wass – film TV (2011)
- Buona fortuna Charlie (Good Luck Charlie) – serie TV, episodio 2x02 (2011)
- Sharpay's Fabulous Adventure, regia di Michael Lembeck – film TV (2011)
- Waffle Hut, regia di William Butler – film TV (2012)
- Glee – serie TV, 1 episodio (2013)
- Criminal Minds – serie TV, episodio 9x07 (2013)
- Dads – serie TV, 1 episodio (2014)
- Franklin & Bash – serie TV, 1 episodio 4x06  2014)
- Major Crimes – serie TV, 1 episodio (2014)
- Silicon Valley – serie TV, 1 episodio 2015)
- The Exes – serie TV, episodio 4x15 (2015)
- Bones – serie TV, episodio 12x03 (2017)
- When We Rise – miniserie TV (2017)
- Pilot Season – serie TV, 1 episodio (2017)
- Conversations in L.A. – serie TV, 1 episodio (2017)
- Grace and Frankie – serie TV, 7 episodi (2017-2018)
- Z Nation – serie TV, 6 episodi (2018)
- Minutiae – serie TV, 6 episodi (2020)

#### Cortometraggi
- Clerks, regia di Michael Lessac (1995)
- Taco Bender, regia di Richard Sears (2003)
- Making Changes, regia di Matthew Rose (2004)
- Radiance, regia di Jim Hansen (2005)
- Available Men, regia di David Dean Bottrell (2006)
- Feedback, regia di Michael Lucid (2008)
- Slate: The Teachings of Lonnie Del Mar, regia di Kirk Moody (2009)
- Gaysharktank.com, regia di Guy Shalem (2010)
- Pretty Parts, regia di Jim Hansen e di Frank Helmer (2010)
- Video Night, regia di Jim Hansen e di Frank Helmer (2010)
- The Damiana Files: Evie Harris Cabaret Showcase, regia di Michael Lucid (2010)
- Half-Share, regia di Jesse Archer e di Sean Hanley (2011)
- That's What Friends Are For, regia di Jack Plotnick (2011)
- Something Real, regia di Guy Shalem (2011)
- Lost in Grey, regia di Andrea La Mendola (2014)
- Cindy's new boyfriend, regia di Robert Brinkmann (2015)

### Regista
- That's What Friends Are For - cortometraggio (2011)
- Space Station 76 (2014)

### Sceneggiatore
- Space Station 76 (2014)

### Doppiaggio
- Drawn Together - Xandir P Whifflebottom (38 episodi, 2004-2007)
- The Drawn Together Movie: The Movie! - Xandir P Whifflebottom (2010)
- Space Station 76 - voce fuoricampo (2014)
- Helluva Boss - Yogirt e speaker pubblicitario del musical Ghostfuckers (2024-in corso)

## Doppiatori italiani
Nelle versioni in italiano delle opere in cui ha recitato, Jack Plotnick è stato doppiato da:
- Davide Marzi in Buffy l'ammazzavampiri, Abbasso l'amore
- Fabrizio Manfredi in Demoni e dei
- Davide Lepore in Dimmi che non è vero
- Tony Sansone in Dawson's Creek
- Marco De Risi in Mi presenti i tuoi?
- Gianni Bersanetti in Lovespring International
- Nanni Baldini in The Mentalist (ep. 1x01)
- Stefano Onofri in The Mentalist (ep. 2x23, 5x15, 5x22, 6x01)
- Mauro Gravina in Dr. House - Medical Division
- Gianfranco Miranda ne La favolosa avventura di Sharpay
- Marco Baroni in Criminal Minds
- Emiliano Coltorti in Major Crimes
- Sergio Lucchetti in CSI: Vegas
- Mario Bombardieri in Grace and Frankie
- Alessandro Pedio Cicala in Z Nation
- Claudio Moneta in Lex & Presley

Da doppiatore è sostituito da:
- Alessandro Rigotti in Drawn Together